# George Hay-Drummond (12e comte de Kinnoull)
George Hay-Drummond (16 juillet 1827 – 30 janvier 1897) est un pair écossais et un joueur de cricket. Il est comte de Kinnoull, vicomte Dupplin et Lord Hay of Kinfauns dans la pairie d'Écosse ; et baron Hay de Pedwardine dans la pairie de la Grande-Bretagne.

## Biographie
Il est le fils de Thomas Hay-Drummond (11e comte de Kinnoull), et Louisa Burton Rowley, fille de Sir Charles Rowley (1er baronnet) .
Il épouse Lady Emily Blanche Charlotte Somerset, fille de Henry Somerset (7e duc de Beaufort), et Emily Frances Smith, le 20 juillet 1848. Elle est née le 26 janvier 1828, est décédée d'une bronchite, le 27 janvier 1895, à l'hôtel Berkeley, Piccadilly, Londres, et est enterrée à Dupplin . Il est décédé le 30 janvier 1897, à l'âge de 69 ans, à 'The Bungalow, Torquay, Devon.
Il est juge de paix et lieutenant-adjoint du Perthshire .
Le comte et la comtesse ont neuf enfants: 
1. George Robert Hay, vicomte Dupplin (27 mai 1849 - 10 mars 1886), épouse Agnès, fille de James Duff (5e comte Fife) et Agnès Duff, comtesse Fife, une fille: 
  1. Agnes Blanche Marie Hay
2. Constance Blanche Louisa (née le 15 août 1851), mariée au joueur de cricket Walter Hadow
3. Francis George Hay (29 mai 1853 - 11 septembre 1884)
4. Archibald Hay (13e comte de Kinnoull) (20 juin 1855 - 7 février 1916)
5. Alistair George Hay (18 avril 1861 - 15 avril 1929), épouse Camilla, fille d'Algernon Greville (2e baron Greville)
6. Claude George Drummond Hay (24 juin 1862-24 octobre 1920)
7. Muriel Henrietta Constance (14 août 1863-2 janvier 1927), épouse le comte Alexander Münster
8. Celia Evangeline Constance (9 juin 1857-18 mai 1868)